# Programa de Investigación de Astrogeología

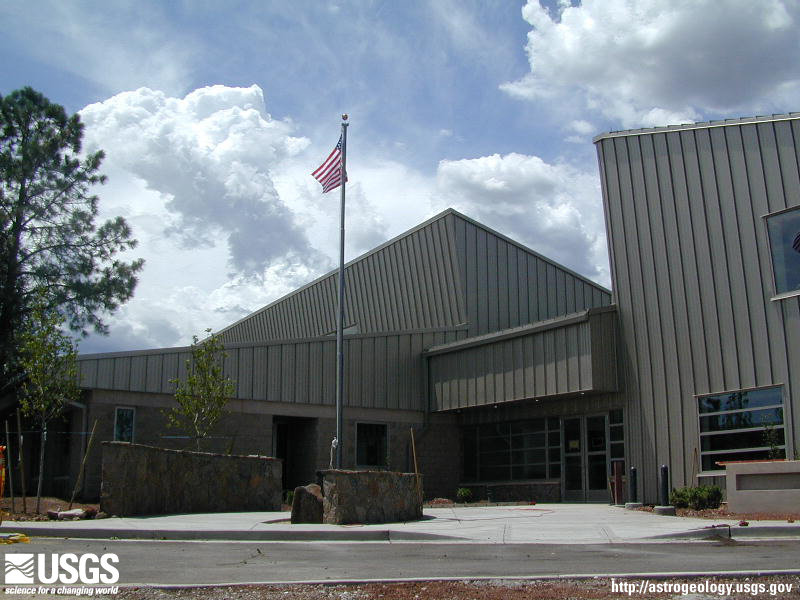
El USGS Shoemaker Building, ubicado en el campus del Flagstaff Science Center, es la sede del Centro de Ciencias de Astrogeología.

El Centro de Ciencias de Astrogeología (en inglés Astrogeology Science Center) es la entidad dentro del Servicio Geológico de los Estados Unidos que se ocupa del estudio de la astrogeología y la cartografía planetaria. Se encuentra en el Shoemaker Building de Flagstaff, Arizona. El Centro fue fundado en 1963 por Eugene Shoemaker con el nombre de "Astrogeology Research Program", para proporcionar mapas geológicos lunares y asistir en el entrenamiento de astronautas destinados a la Luna como parte del programa Apolo. Antes de ser trasladado a Flagstaff, empezó funcionando en Menlo Park (California), pero se decidió trasladarlo a Flagstaff debido a su proximidad con el Cráter Barringer y con los cráteres volcánicos y las corrientes de lava del Campo volcánico de San Francisco.[3]
Desde sus inicios, el Centro de Ciencias de Astrogeología ha participado en el procesamiento y análisis de datos de varias misiones a los cuerpos planetarios del Sistema Solar, ayudando a encontrar posibles sitios de aterrizaje para vehículos de exploración, mapeando nuestros planetas vecinos y sus lunas, y realizando investigaciones para mejorar comprender los orígenes, evoluciones y procesos geológicos que operan en estos cuerpos.